# アルト・ノラス
アルト・ノラス（Arto Noras,1942年5月12日 トゥルク - ）は、フィンランド出身のチェリストである。世界を代表するチェリストの一人である。

## 略歴
8歳の時にヘルシンキのシベリウス・アカデミーでユリヨ・セリンにチェロを学ぶと同時に師事し、その後はパリ音楽院でポール・トルトゥリエのマスタークラスで研鑽を積む。1964年にプルミエ・プリを得て卒業する。
1966年のチャイコフスキー国際コンクールで2位を受賞し、受賞後は欧米を中心に多くの主要なコンサートホールで本格的に演奏活動を開始する。1970年にシベリウス・アカデミーの教授に就任し、現在もその任に就いている。またソロでの活動の他に、同僚と組んでシベリウス・アカデミー四重奏団やヘルシンキ・トリオの名義で精力的な活動を行っている。
ナーンターリ音楽祭の創始者でもあり、現在は音楽祭の芸術監督に就任している。
1989年にフィンランド政府から文化財賞を受賞している。
2005年5月17日には、神戸国際会議場メインホールで開催された、インターナショナル チェロ コングレス イン 神戸 2005「グランドコンサート I 」に、倉田澄子、フィリップ・ミュレール、斎藤建寛、松下修也、山崎伸子、チョン・キョンファらと共に参加した。　

## 演奏・レコーディング
正確で緻密なテクニックと厳密な解釈で知られており、アンリ・デュティユー、レイフ・セーゲルスタム、エイノユハニ・ラウタヴァーラ、エーリク・ベリマン、アウリス・サッリネンなど多数の現代の作曲家から新作のチェロ協奏曲を献呈されている。
レコーディング活動では、フィンランディア・レーベルに所属し多くCDをリリースしている。
チェリストの長谷川陽子と上村文乃は彼に師事している。